# بطولة تونس لكرة السلة للرجال 2009–10
بطولة تونس لكرة السلة للرجال 2009–10 هو الموسم رقم 55 من بطولة تونس لكرة السلة للرجال.

فاز بهذا الموسم الملعب النابلي.

## روابط خارجية
- الموقع الرسمي للجامعة التونسية لكرة السلة.